# Bundesautobahn 16
Pour les articles homonymes, voir A16.
La Bundesautobahn 16 est un projet de Bundesautobahn dans les Länder de Brandebourg et de Saxe.